# Marco Andretti

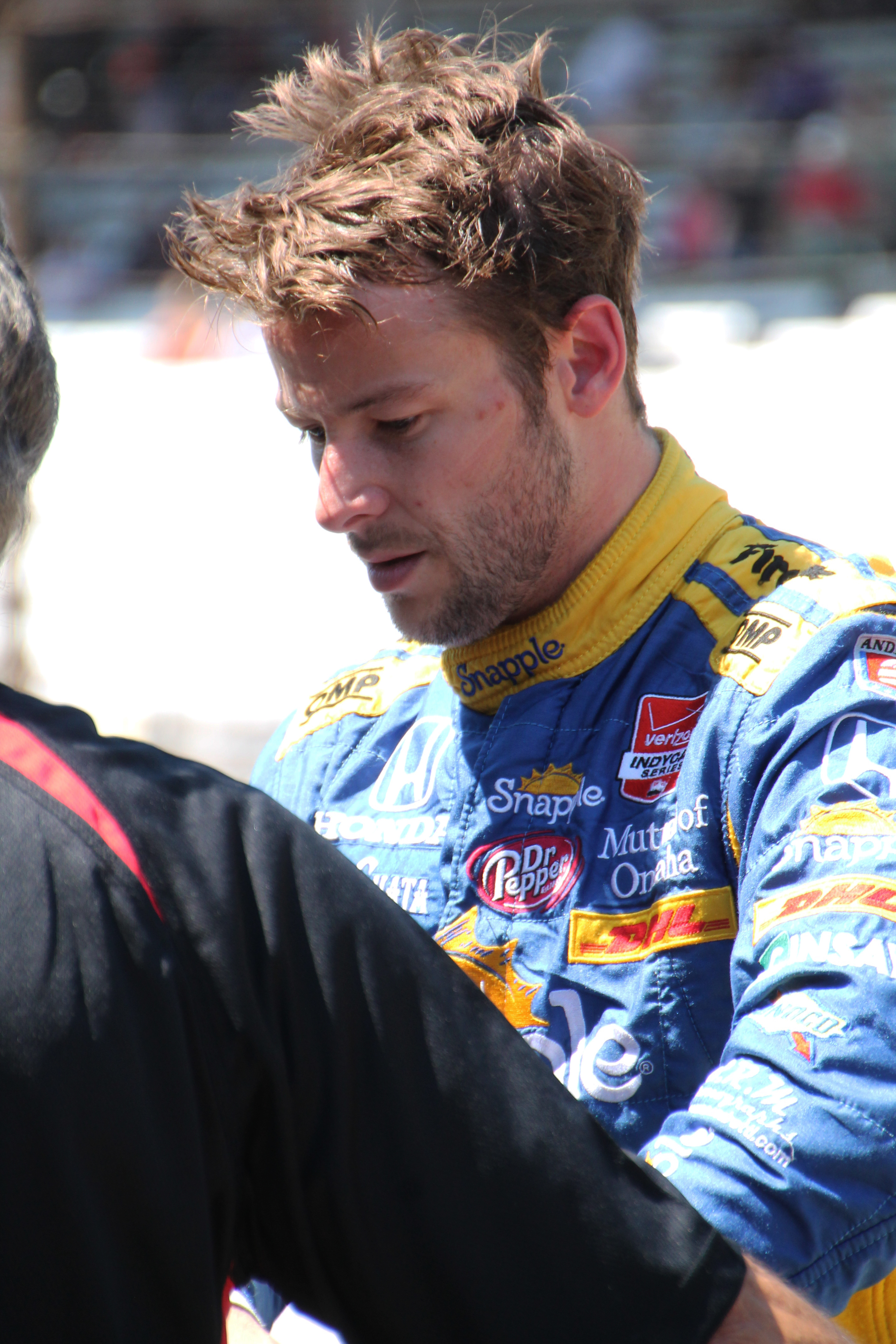
Marco Andretti, 2015

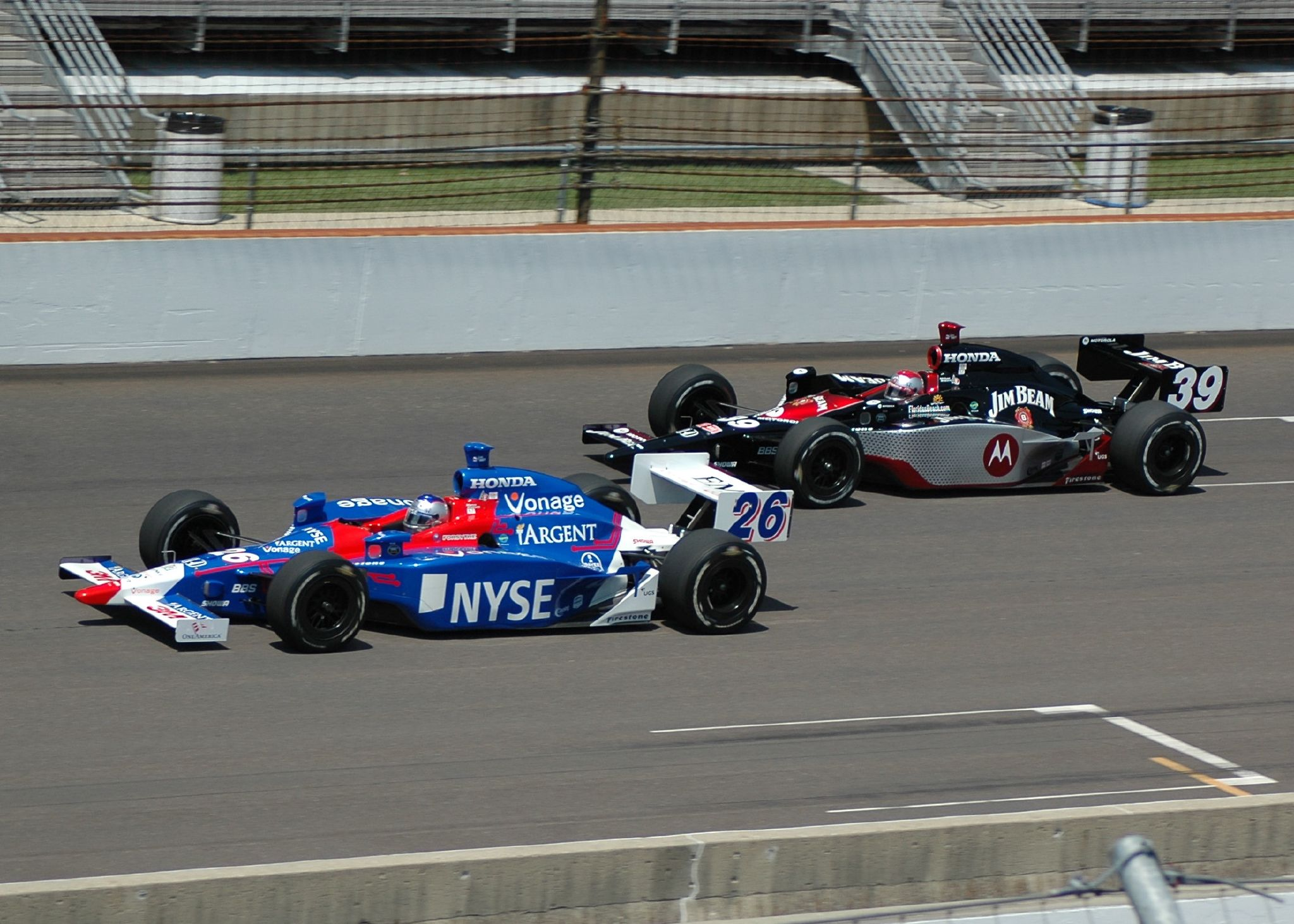
Marco (vorn) und sein Vater Michael Andretti beim Training zu den Indy 500, 2007

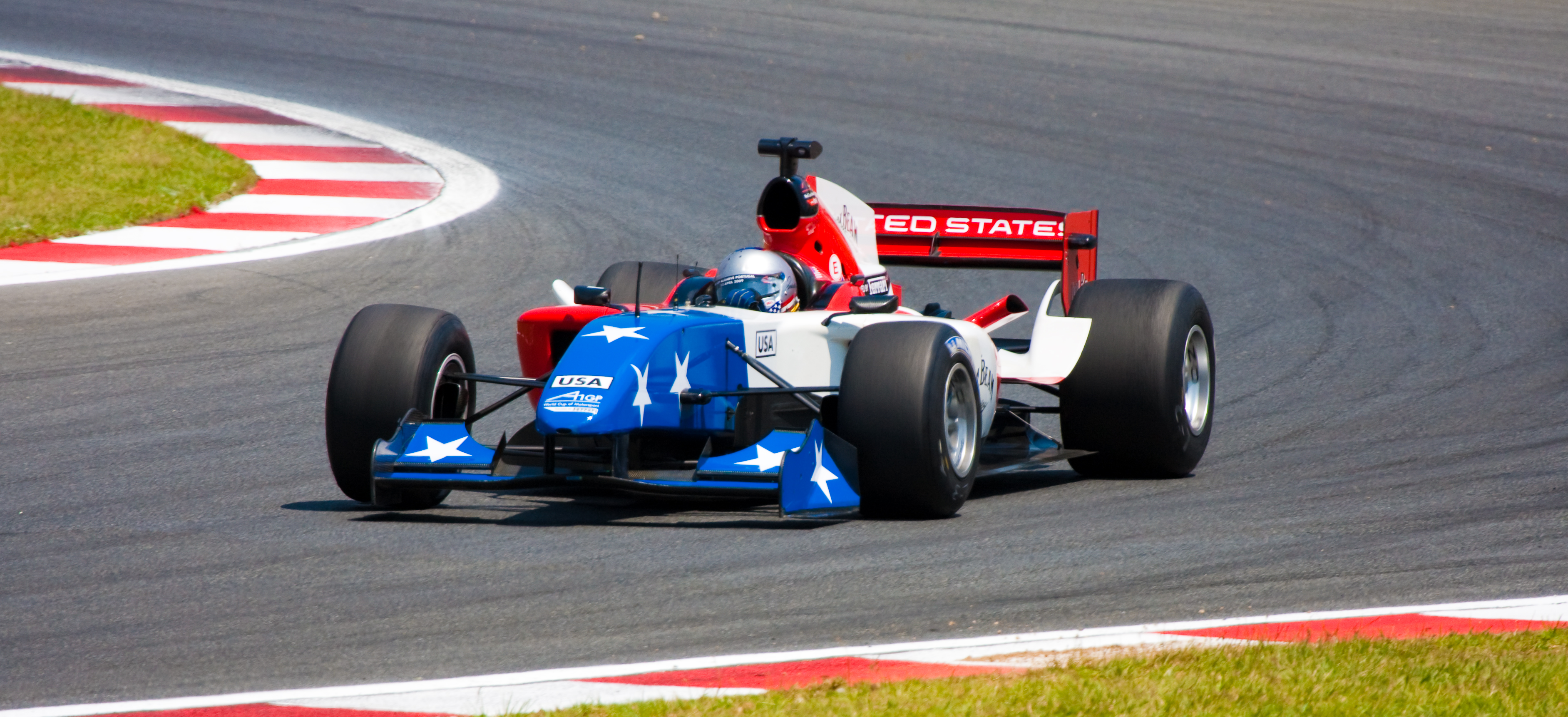
Marco Andretti beim A1GP-Rennen in Kyalami

Marco Michael Andretti (* 13. März 1987 in Nazareth) ist ein US-amerikanischer Automobilrennfahrer. Er ist ein Enkel des Formel-1-Weltmeisters Mario Andretti und ein Sohn des IndyCar-Meisters Michael Andretti. Seit 2006 tritt er für Andretti Autosport in der IndyCar Series an. Seine beste Gesamtplatzierung in dieser Serie war der fünfte Rang 2013.

## Karriere
Wie die meisten Motorsportler begann Marco Andretti seine Karriere im Kartsport, in dem er von 1997 bis 2002 aktiv war. Auch später nahm er ab und zu an Kartrennen teil. 2003 machte Andretti seine ersten Erfahrungen im Formelsport und wurde Meister der Formula Dodge Eastern Championship. Außerdem nahm er an zwei Rennen der Formula Dodge National Championship teil. 2004 gewann er die Meistertitel der Skip Barber Southern Regional Series, der nationalen Skip Barber Meisterschaft und der Formel TR Pro Series FR 1600. 2005 wechselte er in die Star Mazda Series und wurde Fünfter in der Gesamtwertung. Erfolgreicher lief es für ihn in der IRL Infinity Pro. Zwar belegte er nur den zehnten Gesamtrang, aber er startete auch nur bei 6 von 14 Rennen und entschied davon drei für sich.
2006 wechselte er in die IndyCar Series zu Andretti Green Racing, dem Team seines Vaters Michael. Mit seinem Start bei Saisonauftakt in Homestead wurde er zum jüngsten Piloten aller Zeiten, der in dieser Serie gestartet ist. Beim Indianapolis 500 2006, bei dem auch sein Vater an den Start gegangen war, gelang Andretti beinahe die Sensation in seinem dritten Ovalrennen den ersten Sieg zu holen. Andretti wurde, nachdem er erst 150 m vor der Ziellinie von Sam Hornish junior überholt worden war, Zweiter. Sein Vater wurde Dritter. Beim zweitletzten Rennen in Sonoma gewann Andretti sein erstes IndyCar-Rennen vor seinem Teamkollegen Dario Franchitti. Damit wurde er im Alter von 19 Jahren zum jüngsten Sieger in der IndyCar Series. Am Saisonende belegte er den siebten Gesamtrang und er wurde zum besten Neueinsteiger dieser Saison. Zum Abschluss des Jahres erhielt Andretti am 15. Dezember die Gelegenheit für Honda einen Formel-1-Wagen zu testen. Im nächsten Jahr absolvierte er am 7. und 8. Februar 2007 erneut Formel-1-Testfahrten für Honda.
2007 bestritt Andretti seine zweite Saison in der IndyCar Series. Diese Saison holte er keinen Sieg und erzielte als beste Resultate zwei zweite Plätze. Am Saisonende belegte er den elften Gesamtrang. Beim Indianapolis 500, bei dem er ausgefallen war, startete er erneut zusammen mit seinem Vater. 2008 erzielte Andretti sein bestes Ergebnis beim Saisonauftakt in Homestead, bei dem er Zweiter wurde. Darüber hinaus stand er bei drei weiteren Rennen, unter anderem beim Indy 500, als Dritter auf dem Podest und verbesserte sich zum Saisonende auf den siebten Platz in der Meisterschaft. Außerdem ging Andretti 2007 und 2008 bei einigen Rennen der ALMS an den Start. Nachdem er im Winter 2008/2009 für das US-amerikanische Team an zehn Rennen der A1GP-Serie teilgenommen und bei einem Rennen als Dritter auf dem Podest gestanden hatte, bestritt er 2009 seine vierte Saison in der IndyCar Series. Andretti knüpfte erneut nicht an die Leistungen aus seiner ersten Saison an und belegte mit einem vierten Platz als bestes Resultat den achten Gesamtrang.
2010 startete Andretti erneut für das Team seines Vaters, das vor der Saison in Andretti Autosport umbenannt worden war. Beim dritten Saisonrennen in Birmingham, Alabama führte Andretti das Rennen die meisten Runden an, da er auf eine andere Strategie gesetzt hatte, musste er kurz vor Schluss noch mal zum Nachtanken an die Box, verlor die Führung und kam als Fünfter ins Ziel. Beim traditionsreichen Indianapolis 500 erhielt Andretti, nachdem er in einer Gelbphase von einigen Piloten überholt worden war, nachträglich den dritten Platz zugesprochen. Am Saisonende belegte er mit zwei weiteren dritten Plätzen den achten Gesamtrang. Außerdem debütierte er in diesem Jahr beim 24-Stunden-Rennen von Le Mans. 2011 absolvierte Andretti eine weitere Saison für Andretti Autosport. Auf dem Iowa Speedway erzielte er nach 79 sieglosen Rennen wieder einen Sieg, der sein erster auf einem Ovalkurs war. Teamintern musste er sich mit 337 zu 347 Punkten knapp Ryan Hunter-Reay geschlagen geben und beendete die Saison zum dritten Mal in Folge auf dem achten Platz im Gesamtklassement.
Zur Saison 2012 erhielt Andretti Autosport mit Chevrolet einen neuen Motorenpartner. Beim Indianapolis 500 erzielte er die meisten Führungsrunden und fuhr die schnellste Runde. In der Schlussphase schied er allerdings nach einem Unfall aus. Beim neunten Rennen in Newton erzielte er mit einem zweiten Platz seine erste Podest-Platzierung der Saison, die zugleich seine erste Top-10-Platzierung war. Andretti schloss die Saison auf dem 16. Rang ab und wurde damit intern von seinen beiden Teamkollegen geschlagen. Hunter-Reay wurde Meister, James Hinchcliffe Achter. 2013 trat Andretti abermals für den familiären Rennstall an. Er wechselte seine Startnummer von der 26 auf die 25 und arbeitete vor der Saison an seinem Fahrstil. Bereits beim Saisonauftakt in Saint Petersburg erzielte er mit einem dritten Platz eine Podest-Platzierung. In São Paulo wiederholte er dieses Ergebnis. Weitere Podest-Platzierungen folgten im Saisonverlauf nicht. Allerdings gelangen ihm zwei Pole-Positions. Zum einen beim Milwaukee IndyFest, das er mit Elektronikproblemen aufgab. Zum anderen beim Rennen in Pocono. Dort führte er zudem jede Trainingssitzung an. Im Rennen erfuhr er die meisten Führungsrunden, fiel aber bis auf den zehnten Platz zurück, da er einen zu hohen Kraftstoffverbrauch hatte. Andretti kam nur viermal nicht innerhalb der ersten zehn ins Ziel. Obwohl er im Gegensatz zu zweien seiner Teamkollegen, Hunter-Reay und Hinchcliffe, kein Rennen gewann, schloss Andretti die Saison als bester Andretti-Pilot auf dem fünften Gesamtrang ab. Dies war seine bis dahin beste Gesamtplatzierung in der IndyCar Series.

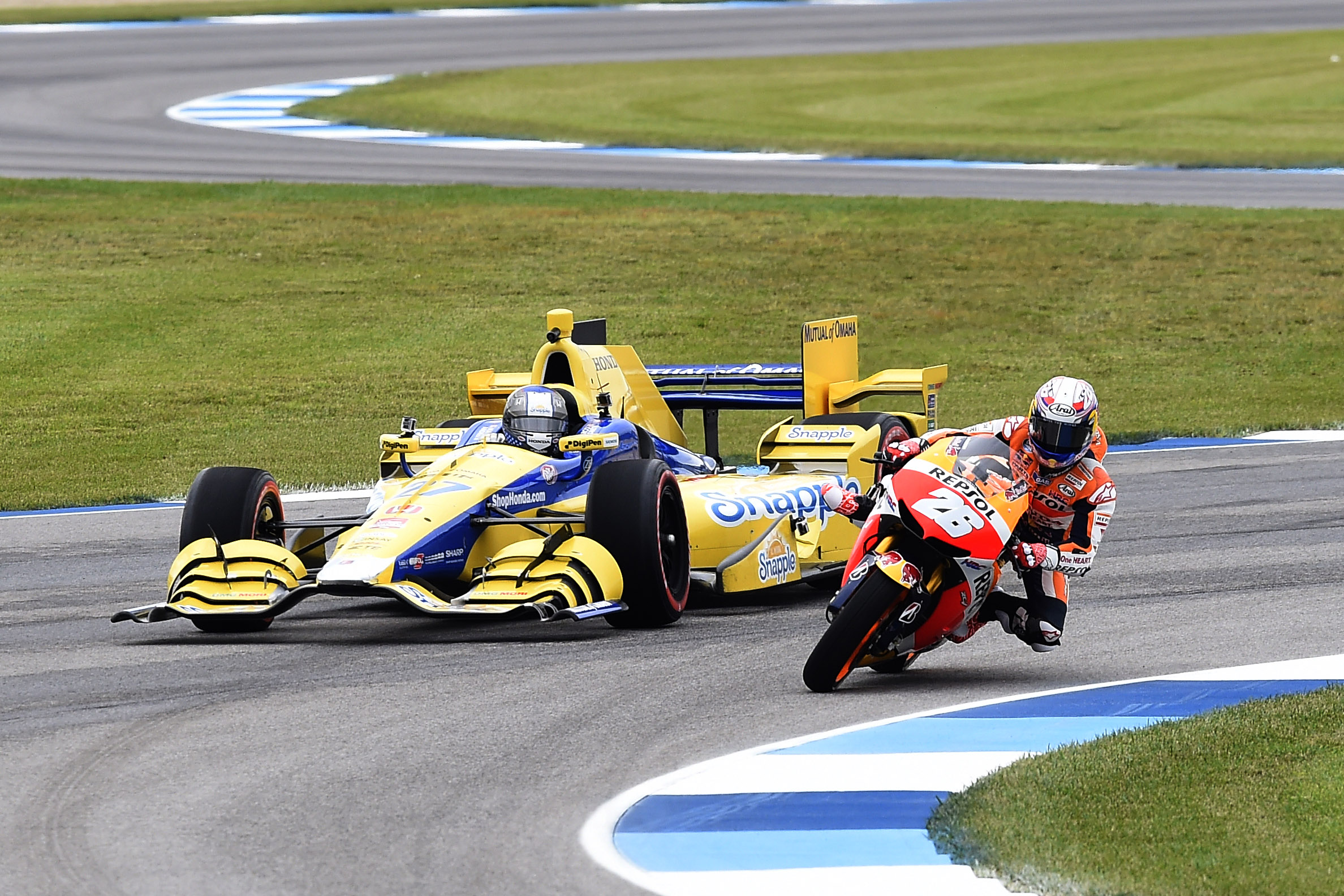
Andretti und Dani Pedrosa im Rahmenprogramm des Indianapolis-Motorrad-Grand-Prix 2015

2014 absolvierte Andretti seine neunte IndyCar-Saison für Andretti Autosport, die ihre Motoren wieder von Honda bekamen. Bei den ersten fünf Rennen schaffte er es zweimal aufs Podium. In Birmingham wurde er Zweiter, beim Indianapolis 500 Dritter. Weitere Podest-Platzierungen gelangen ihm in der Saison nicht mehr. Andretti beendete die Saison auf dem neunten Gesamtrang. Damit unterlag er intern seinen Teamkollegen Hunter-Reay und Carlos Muñoz, setzte sich jedoch gegen Hinchcliffe durch. Anfang 2015 nahm Andretti für den familiären Rennstall zunächst an einem Rennen der FIA-Formel-E-Meisterschaft teil. Anschließend ging er 2015 für Andretti Autosport in der IndyCar Series an den Start. Mit einem zweiten Platz in Detroit und einem dritten Platz in Fontana erreichte er zwei Podest-Platzierungen. Er wurde wie schon im Vorjahr Gesamtneunter. Mit 429 zu 436 Punkten wurde er hinter Hunter-Reay zweitbester Andretti-Fahrer. 2016 blieb Andretti ein weiteres Jahr für Andretti Autosport in der IndyCar Series. Ein achter Platz in Sonoma war sein bestes Ergebnis. Als schlechtester Fahrer seines Teams erreichte er den 16. Gesamtrang.
Nach 15 kompletten Saisons in der Serie fuhr er 2021 nur noch das Indy 500. Er startete vom 25. Startplatz und kam als 19. ins Ziel. Er trat zu allen Rennen der neu gegründeten Superstar Racing Experience an. Die Serie fuhr an sechs Wochenenden auf kurzen Ovalen. Er gewann ein Rennen und beendete die Saison als Vierter.

## Persönliches
Marco Andretti stammt aus einer Rennfahrerfamilie. Sein Großvater Mario wurde 1978 Formel-1-Weltmeister, gewann 1969 das Indy 500 und gewann vier IndyCar-Titel (1965, 1966, 1969 und 1984). Sein Vater Michael war 1993 in der Formel 1 aktiv und gewann 1991 die CART-Meisterschaft. Weitere Rennfahrer in seiner Familie sind sein Onkel Jeff, sein Großonkel Aldo und dessen Söhne Adam und John. Marco Andretti hat zwei Geschwister, Marissa und Lucca.

## Statistik

### Karrierestationen
- 1997–2002: Kartsport
- 2003: Formula Dodge Eastern Championship (Meister)
- 2003: Formula Dodge National Championship (Platz 21)
- 2004: Skip Barber National Championship (Meister)
- 2004: Skip Barber Southern Regional Series (Meister)
- 2004: Formel TR Pro Series FR 1600 (Meister)
- 2004: Star Mazda Series
- 2005: Star Mazda Series (Platz 5)
- 2005: IRL Infinity Pro (Platz 10)
- 2006: IndyCar Series (Platz 7)
- 2006: Formel 1 (Testfahrer)
- 2007: IndyCar Series (Platz 11)
- 2007: ALMS, LMP2
- 2008: IndyCar Series (Platz 7)
- 2008: ALMS, LMP2 (Platz 15)
- 2009: A1GP
- 2009: IndyCar Series (Platz 8)
- 2010: IndyCar Series (Platz 8)
- 2011: IndyCar Series (Platz 8)
- 2012: IndyCar Series (Platz 16)
- 2013: IndyCar Series (Platz 5)
- 2014: IndyCar Series (Platz 9)
- 2015: Formel E (Platz 30)
- 2015: IndyCar Series (Platz 9)
- 2016: IndyCar Series (Platz 16)
- 2017: IndyCar Series (Platz 12)
- 2018: IndyCar Series (Platz 9)
- 2019: IndyCar Series (Platz 16)
- 2020: IndyCar Series (Platz 20)
- 2021: IndyCar Series (Platz 35)
- 2021: Superstar Racing Experience (Platz 4)
- 2022: IndyCar Series (Platz 33)
- 2023: IndyCar Series (Platz 35)
- 2024: IndyCar Series

### Einzelergebnisse in der IndyCar Series
| Jahr | Team                                                 | 1   | 2   | 3   | 4    | 5     | 6    | 7    | 8   | 9   | 10   | 11   | 12   | 13  | 14  | 15   | 16   | 17  | 18  | 19  | Punkte | Rang |
| ---- | ---------------------------------------------------- | --- | --- | --- | ---- | ----- | ---- | ---- | --- | --- | ---- | ---- | ---- | --- | --- | ---- | ---- | --- | --- | --- | ------ | ---- |
| 2006 | Andretti Green Racing                                | HMS | STP | MOT | INDY | WGL   | TXS  | RIR  | KAN | NSH | MIL  | MIS  | KTY  | SNM | CHI |      |      |     |     |     | 325    | 7.   |
| 2006 | Andretti Green Racing                                | 15  | 15  | 12  | 2    | 16    | 14   | 4    | 9   | 8   | 5    | 8    | 17   | 1   | 18  |      |      |     |     |     | 325    | 7.   |
| 2007 | Andretti Green Racing                                | HMS | STP | MOT | KAN  | INDY  | MIL  | TXS  | IOW | RIR | WGL  | NSH  | MDO  | MIS | KTY | SNM  | DET  | CHI |     |     | 350    | 11.  |
| 2007 | Andretti Green Racing                                | 20  | 4   | 16  | 19   | 24    | 15   | 19   | 2   | 12  | 5    | 5    | 18   | 2   | 4   | 16   | 17   | 22  |     |     | 350    | 11.  |
| 2008 | Andretti Green Racing                                | HMS | STP | MOT | LBH  | KAN   | INDY | MIL  | TXS | IOW | RIR  | WGL  | NSH  | MDO | EDM | KTY  | SNM  | DET | CHI | SRF | 363    | 7.   |
| 2008 | Andretti Green Racing                                | 2*  | 25  | 18  |      | 5     | 3    | 21   | 19  | 3   | 9    | 5    | 24   | 25  | 17  | 3    | 14   | 18  | 8   | 13  | 363    | 7.   |
| 2009 | Andretti Green Racing                                | STP | LBH | KAN | INDY | MIL   | TXS  | IOW  | RIR | WGL | TOR  | EDM  | KTY  | MDO | SNM | CHI  | MOT  | HMS |     |     | 380    | 8.   |
| 2009 | Andretti Green Racing                                | 13  | 6   | 6   | 30   | 7     | 4    | 12   | 7   | 5   | 8    | 10   | 10   | 6   | 14  | 11   | 7    | 22  |     |     | 380    | 8.   |
| 2010 | Andretti Autosport                                   | SAO | STP | ALA | LBH  | KAN   | INDY | TXS  | IOW | WGL | TOR  | EDM  | MDO  | SNM | CHI | KTY  | MOT  | HMS |     |     | 392    | 8.   |
| 2010 | Andretti Autosport                                   | 23  | 12  | 5*  | 14   | 13    | 3    | 3    | 15  | 13  | 8    | 11   | 9    | 12  | 3   | 6    | 11   | 7   |     |     | 392    | 8.   |
| 2011 | Andretti Autosport                                   | STP | ALA | LBH | SAO  | INDY  | TXS  | TXS  | MIL | IOW | TOR  | EDM  | MDO  | NHA | SNM | BAL  | MOT  | KTY | LSV |     | 337    | 8.   |
| 2011 | Andretti Autosport                                   | 24  | 4   | 26  | 14   | 9     | 13   | 6    | 13  | 1   | 4    | 14   | 7    | 24  | 24  | 25   | 3    | 27  | C   |     | 337    | 8.   |
| 2012 | Andretti Autosport                                   | STP | ALA | LBH | SAO  | INDY  | DET  | TXS  | MIL | IOW | TOR  | EDM  | MDO  | SNM | BAL | FON  |      |     |     |     | 278    | 16.  |
| 2012 | Andretti Autosport                                   | 14  | 11  | 25  | 14   | 24*   | 11   | 17   | 15  | 2   | 16   | 14   | 8    | 25  | 14  | 8    |      |     |     |     | 278    | 16.  |
| 2013 | Andretti Autosport                                   | STP | ALA | LBH | SAO  | INDY  | DET  | DET  | TXS | MIL | IOW  | POC  | TOR  | TOR | MDO | SNM  | BAL  | HOU | HOU | FON | 484    | 5.   |
| 2013 | Andretti Autosport                                   | 3   | 7   | 7   | 3°   | 4°    | 20   | 6    | 5°  | 20° | 9    | 10*  | 4    | 9   | 9   | 4    | 10°  | 13  | 20  | 7°  | 484    | 5.   |
| 2014 | Andretti Autosport                                   | STP | LBH | ALA | IMS  | INDY  | DET  | DET  | TXS | HOU | HOU  | POC  | IOW  | TOR | TOR | MDO  | MIL  | SNM | FON |     | 463    | 9.   |
| 2014 | Andretti Autosport                                   | 22  | 8   | 2°  | 14   | 3°6,6 | 10°  | 16   | 22  | 8   | 9    | 9    | 18   | 16  | 8   | 22   | 13   | 8   | 11° |     | 463    | 9.   |
| 2015 | Andretti Autosport                                   | STP | NOL | LBH | ALA  | IMS   | INDY | DET  | DET | TXS | TOR  | FON  | MIL  | IOW | MDO | POC  | SNM  |     |     |     | 429    | 9.   |
| 2015 | Andretti Autosport                                   | 10  | 13  | 8   | 10   | 16    | 6    | 2*   | 5   | 5°  | 13   | 3°   | 7    | 7   | 10  | 18   | 11°  |     |     |     | 429    | 9.   |
| 2016 | Andretti Autosport                                   | STP | PHO | LBH | ALA  | IMS   | INDY | DET  | DET | ROA | IOW  | TOR  | MDO  | POC | TXS | WGL  | SNM  |     |     |     | 339    | 16.  |
| 2016 | Andretti Autosport                                   | 15  | 13  | 19  | 12   | 15    | 1314 | 16   | 9   | 12  | 14   | 10   | 13   | 12  | 12  | 12   | 8    |     |     |     | 339    | 16.  |
| 2017 | Andretti Autosport                                   | STP | LBH | ALA | PHO  | IMS   | INDY | DET  | DET | TXS | ROA  | IOW  | TOR  | MDO | POC | STL  | WGL  | SNM |     |     | 388    | 12.  |
| 2017 | Andretti Autosport                                   | 7   | 20  | 21  | 18   | 16    | 8    | 12   | 13  | 6   | 18   | 17°  | 4    | 12  | 11° | 14   | 16   | 7   |     |     | 388    | 12.  |
| 2018 | Andretti Autosport                                   | STP | PHO | LBH | ALA  | IMS   | INDY | DET  | DET | TXS | ROA  | IOW  | TOR  | MDO | POC | STL  | POR  | SNM |     |     | 392    | 9.   |
| 2018 | Andretti Autosport                                   | 9   | 12  | 6   | 10   | 13    | 12   | 4°   | 9   | 14  | 11   | 16   | 10   | 11  | 7   | 14   | 25   | 5   |     |     | 392    | 9.   |
| 2019 | Andretti Autosport                                   | STP | COA | ALA | LBH  | IMS   | INDY | DET  | DET | TXS | ROA  | TOR  | IOW  | MDO | POC | STL  | POR  | LAG |     |     | 303    | 16.  |
| 2019 | Andretti Autosport                                   | 13  | 6   | 14  | 13   | 13    | 2610 | 16   | 6   | 10  | 23   | 10   | 21   | 15  | 15  | 10°  | 13   | 14  |     |     | 303    | 16.  |
| 2020 | Andretti Autosport                                   | TXS | IMS | ROA | ROA  | IOW   | IOW  | INDY | STL | STL | MDO  | MDO  | IMS  | IMS | STP |      |      |     |     |     | 176    | 20.  |
| 2020 | Andretti Autosport                                   | 14  | 22  | 22  | 19   | 22    | 10   | 131  | 23  | 15  | 23   | 20   | 25   | 22  | 20  |      |      |     |     |     | 176    | 20.  |
| 2021 | Andretti Autosport                                   | ALA | STP | TXS | TXS  | IMS   | INDY | DET  | DET | ROA | MDO  | NSH  | IMS  | STL | POR | LAG  | LBH  |     |     |     | 22     | 35.  |
| 2021 | Andretti Autosport                                   |     |     |     | 1925 |       |      |      |     |     |      |      |      |     |     |      |      |     |     |     | 22     | 35.  |
| 2022 | Andretti Autosport                                   | STP | TXS | LBH | ALA  | IMS   | INDY | DET  | ROA | MDO | TOR  | IOW1 | IOW2 | IMS | NSH | GAT  | POR  | LAG |     |     | 17     | 33.  |
| 2022 | Andretti Autosport                                   |     |     |     | 22°  |       |      |      |     |     |      |      |      |     |     |      |      |     |     |     | 17     | 33.  |
| 2023 | Andretti Herta Autosport                             | STP | TXS | LBH | ALA  | IMS   | INDY | DET  | ROA | MDO | TOR  | IOW1 | IOW2 | NSH | IMS | GAT  | POR  | LAG |     |     | 13     | 35.  |
| 2023 | Andretti Herta Autosport                             |     |     |     | 17   |       |      |      |     |     |      |      |      |     |     |      |      |     |     |     | 13     | 35.  |
| 2024 | Andretti Global Herta / M. Andretti / Curb-Agajanian | STP | LBH | ALA | IMS  | INDY  | DET  | ROA  | LAG | MDO | IOW1 | IOW2 | TOR  | GAT | POR | MIL1 | MIL2 | NSH |     |     | 5      | 43.  |
| 2024 | Andretti Global Herta / M. Andretti / Curb-Agajanian |     |     | 25  |      |       |      |      |     |     |      |      |      |     |     |      |      |     |     |     | 5      | 43.  |

Legende
Anmerkungen
1. ↑  Fand am selben Tag wie der Toyota Grand Prix of Long Beach statt.
2. ↑  Fand am selben Tag wie der Indy Japan 300 statt.
3. ↑  Es wurden keine Punkte vergeben.

### Einzelergebnisse in der FIA-Formel-E-Meisterschaft
| Jahr    | Team               | 1   | 2   | 3   | 4   | 5   | 6   | 7   | 8   | 9   | 10  | 11  | Punkte | Rang |
| ------- | ------------------ | --- | --- | --- | --- | --- | --- | --- | --- | --- | --- | --- | ------ | ---- |
| 2014/15 | Andretti Autosport | BEI | PUT | PUN | BUE | MIA | LBH | MON | BER | MOS | LON | LON | 0      | 30.  |
| 2014/15 | Andretti Autosport |     | 13  |     |     |     |     |     |     |     |     |     | 0      | 30.  |

| Legende                      | Legende       | Legende                                                                 |
| Farbe                        | Abkürzung     | Bedeutung                                                               |
| ---------------------------- | ------------- | ----------------------------------------------------------------------- |
| Gold                         | —             | Sieger                                                                  |
| Silber                       | —             | 2. Platz                                                                |
| Bronze                       | —             | 3. Platz                                                                |
| Grün                         | —             | Platzierung in den Punkten                                              |
| Blau                         | —             | Klassifiziert außerhalb der Punkteränge                                 |
| Violett                      | DNF           | Rennen nicht beendet                                                    |
| Violett                      | NC            | nicht klassifiziert                                                     |
| Rot                          | DNQ           | nicht qualifiziert                                                      |
| Schwarz                      | DSQ           | disqualifiziert                                                         |
| Weiß                         | DNS           | nicht am Start                                                          |
| Weiß                         | WD            | zurückgezogen                                                           |
| Weiß                         | C             | Rennen abgesagt                                                         |
| Blanko                       |               | nicht teilgenommen                                                      |
| Blanko                       | DNP           | gemeldet, aber nicht teilgenommen                                       |
| Blanko                       | INJ           | verletzt oder krank                                                     |
| Blanko                       | EX            | ausgeschlossen                                                          |
| sonstige Formate und Zeichen | P/fett        | Pole-Position                                                           |
| sonstige Formate und Zeichen | kursiv        | Schnellste Rennrunde (ab 2017/18: Schnellste Rennrunde der ersten Zehn) |
| sonstige Formate und Zeichen | unterstrichen | Führender in der Gesamtwertung                                          |
| sonstige Formate und Zeichen | °             | FanBoost                                                                |
| sonstige Formate und Zeichen | *             | nicht im Ziel, aufgrund der zurückgelegten Distanz aber gewertet        |
| sonstige Formate und Zeichen | ( )           | Streichresultat                                                         |

### Le-Mans-Ergebnisse
| Jahr | Team             | Fahrzeug    | Teamkollege | Teamkollege   | Platzierung | Ausfallgrund |
| ---- | ---------------- | ----------- | ----------- | ------------- | ----------- | ------------ |
| 2010 | Rebellion Racing | Lola B10/60 | Neel Jani   | Nicolas Prost | Ausfall     | Defekt       |

### Sebring-Ergebnisse
| Jahr | Team                  | Fahrzeug      | Teamkollege | Teamkollege          | Platzierung | Ausfallgrund    |
| ---- | --------------------- | ------------- | ----------- | -------------------- | ----------- | --------------- |
| 2008 | Andretti Green Racing | Acura ARX-01b | Bryan Herta | Christian Fittipaldi | Ausfall     | Motor überhitzt |